# 榊マリエ
榊 マリエ（さかき まりえ、1986年5月27日 - ）は、日本のタレント、女優、グラビアアイドル。大阪府出身。
2009年頃から所属事務所のプロフィールも削除されており、引退した模様 。

## 来歴・人物
- 身長156cm、B84-W58-H84、靴のサイズ23.5cm、血液型はO型。趣味：読書、映画鑑賞
- 祖父がイングランド系アメリカ人のクオーターである。
- 大阪弁を話すナマドルである。大阪を中心に活動している。
- アメリカ合衆国西海岸のシアトルに2年間の留学経験がある。ホームステイをしながら現地の高校に通い、卒業した。
- 高校在学中にスカウトを受けたが芸能活動禁止の高校に通っていたため、大学在学中に芸能活動を始めた。
- 日本漢字能力検定の2級合格者。

## 出演

### テレビドラマ
- 利家とまつ（2002年、NHK） - はる 役
- 時空警察 PART4『伊藤博文暗殺事件』（2004年、日本テレビ系） - 稲田ハル 役
- 怨み屋本舗 第9話（2006年、テレビ東京系） - 中沢（看護師）役
- キューティーハニー THE LIVE（2007年、テレビ東京系） - 宮田佳代 役

### CM広告
- 四谷学院（2004年）
- 明星食品 一平ちゃん『大リニューアル』編（2006年）
- 花王 クイックルワイパー・ハンディ（2006年）
- NHK 地球大好き環境キャンペーン「明日のエコではまにあわない」（2007年）
- QTNet BBIQ 『「AからBへ」ボクシング試合』編（2007年）
- 第一生命（2008年）
- 小林製薬 フェミニーナ軟膏（2009年） - 中山忍と共演
- 富士通GPS携帯
- エースコンタクトイメージキャラクター
- トヨタカローラ店キャンペーン
- シーパスイメージガール

### 映画
- 真夜中の弥次さん喜多さん（2005年）
- 転生 TENSEI（2006年）第2部主演 - 前薗園子 役
- 夜のピクニック（2006年） - あゆみ（新聞部員）役
- saru phase three（2007年） - 戸田奈保美 役
- ちーちゃんは悠久の向こう（2008年1月19日公開） - 大島（弓道部員）役
- 熊になる（2008年） - アッちゃん 役
- USB（2009年、監督：奥秀太郎） - ヒロイン・真下恵子 役
- キリトル（2009年、監督：田中情）主演 - カヤ 役
- 上京物語（2009年） - 岡本徳子 役
- ネムリバ（2010年、監督：園田新）主演 - 小田原ミカ 役

### テレビ番組
- お父さんのためのショビズ講座 - (BS-i、2004年4月)
- アイドルの星 - (エンタ!371)
- トキオ - (NHK、2004年9月)
- デジ屋台 - （TBS、2004年12月）
- 鈴木タイムラー - （テレビ朝日、2005年2月）
- 芸能人パチンコバトル P・リーグ（テレビ愛知）
- ヒロイン誕生! （テレビ大阪）
- CAR Hyper （テレビ埼玉）
- グラビアの美少女（MONDO21）
- シックスハンター（テレビ愛知）
- モバHO! ハッピーアワー「株でHappy」（あっ!とおどろく放送局）
- P-1ゴールドラッシュ（テレビ大阪）
- 語源刑事（2006年8月11日、テレビ東京）
- ハッスル（スカイパーフェクTV!）
- 九州青春銀行（RKB毎日放送）
- ウキ→ビジュ（中京テレビ）
- グラビアの美少女 - （MONDO21、2005年12月2日 - ）
- 宇宙一せまい授業! - （あっ!とおどろく放送局）
- 矢部美穂のオンナの蜜談（MONDO21、2006年8月 - 2007年3月）
- 全力坂 - （テレビ朝日、2006年11月）
- FJ CAMPUS - （フジテレビ、2006年8月 - 2007年3月）
- テスト・ザ・ネイション - （テレビ朝日、2007年2月）
- 鬼嫁日記 いい湯だな - （関西テレビ、2007年5月）
- ラジかるッ - （日本テレビ、2007年3月＆5月）
- ザ・NIPPON検定 - （フジテレビ、2007年6月）
- 浜ちゃんと!（ytv・日本テレビ系）
- 幹事さまぁ〜ず　女だらけの新年会やっちゃうのかよSP(2008年1月1日、日本テレビ)
- くりぃむナントカ（2008年1月14日、テレビ朝日）
- 神さまぁ〜ず（2008年1月12日、TBS）
- コスコスプレプレ（2008年4月-、フジテレビ721）
- 全力坂（2008年、テレビ朝日）
- お試しかっ!（2008年8月25日、テレビ朝日）- ビキニが高速スライダーで外れるか実験
- アドレな!ガレッジ（2008年10月21日、テレビ朝日）
- もしも（フジテレビ、2009年3月）

#### 雑誌
- 週刊ヤングジャンプ - （集英社）
- 週刊プレイボーイ - （集英社）
- 週刊ポスト - （小学館）
- sabra - （小学館）
- 週刊ヤングサンデー - （小学館）
- 週刊大衆 - （双葉社）
- EX大衆 - （双葉社）
- SPA! - （扶桑社）
- 週刊実話 - （日本ジャーナル出版）
- 週刊パーゴルフ - （学習研究社）
- BOMB - （学習研究社）
- 特冊新鮮組 - （竹書房）
- 特冊新鮮組DX - （竹書房）
- EX MAX - （ぶんか社）
- EX MAX スペシャル - （ぶんか社）
- g-girl - （角川書店）
- スコラ - （スコラマガジン）
- 週刊アスキー - （アスキー）
- iしてケータイサイトの歩き方
- seiso - （ワニマガジン社）
- HIP&LIP - （ワニマガジン社）
- CHUッスペシャル - （ワニマガジン社）
- ボンバー - （KKベストセラーズ）
- GRAPHY - （KKベストセラーズ）
- CIRCUS - （KKベストセラーズ）
- ザ ベストマガジン - （KKベストセラーズ）
- ザ ベストマガジンスペシャル - （KKベストセラーズ）
- 月刊オンドット - （KKベストセラーズ）
- FLASH - （光文社）
- FLASH EX - （光文社）
- カメラマン - （モーターマガジン社）
- 就職ジャーナル - （リクルート）
- グローバルヴィジョン - （グローバルヴィジョン）
- ナックルズEX - （ミリオン出版）
- 金のEX - （大洋書房）
- エンタテインメント ダッシュ - （晋遊舎）
- ヤングチャンピオン - （秋田書店）
- コミックチャージ - （角川書店）

## 作品

### Video & DVD
- ときめき美少女cafe　〜いとしのマーメイドたち〜 （2005年12月、プリスタル）
- 麗嬢　お嬢様大学に通う高学歴新人グラビアアイドル （ 2008年11月、ビーエムドットスリー）